# بروس رونالد هندرسون
بروس رونالد هندرسون (بالإنجليزية: Bruce Grenville)‏ هو مصمم طوابع البريد ورسام وفنان نيوزيلندي، ولد في 1950 في أوكلاند في نيوزيلندا.